# Pistol River
Pistol River az Amerikai Egyesült Államok északnyugati részén, Oregon állam Curry megyéjében, a 101-es úttól keletre, a Pisztoly-folyó és a Pistol River State Scenic Viewpoint mellett elhelyezkedő statisztikai- és önkormányzat nélküli település. A 2010. évi népszámláláskor 366 lakosa volt. Területe 21,29 km², melynek 100%-a szárazföld.
A település nevét az azt keresztülszelő, azonos nevű folyóról kapta; a vízfolyás nevét az indiánokkal folytatott Rogue folyami háború idején kapta, amikor James Mace 1853-ban elvesztette pisztolyát. A helyi postahivatalt 1927-ben alapították.
A Pisztoly-folyó népszerű a hullámlovagok körében, sokak szerint az állam erre a tevékenységre legalkalmasabb vize; nemzetközi szervezetük itt rendezi meg az éves Pistol River Wavebash versenyt.
A településnek van egy 1982 óta létező, nemzetközi dalokat is feldolgozó zenekara, amely rendszeresen koncertezik.

## Népesség
A 2010-es népszámláláskor  84 lakója, 37 háztartása és 26 családja volt. A népsűrűség 54,9 fő/km2. A lakóegységek száma 47, sűrűségük 30,7 db/km2. A lakosok 98,8%-a fehér,      1,2%-a pedig kettő vagy több etnikumú. 
A háztartások 10,8%-ában élt 18 évnél fiatalabb. 67,6% házas,  2,7% egyedülálló férfi, 29,7% pedig nem család. 27% egyedül élt; 16,2%-uk 65 éves vagy idősebb. Egy háztartásban átlagosan 2,27 személy élt; a családok átlagmérete 2,73 fő.
A medián életkor 60 év volt. Lakóinak 17,9%-a 18 évesnél fiatalabb, 2,4% 18 és 24 év közötti, 9,6%-uk 25 és 44 év közötti, 40,5%-uk 45 és 64 év közötti, 29,8%-uk pedig 65 éves vagy idősebb. A lakosok 50%-a férfi, 50%-a pedig nő.

## Fordítás
Ez a szócikk részben vagy egészben  a   Pistol River, Oregon című angol Wikipédia-szócikk ezen változatának fordításán alapul.  Az eredeti cikk szerkesztőit annak laptörténete sorolja fel. Ez a jelzés csupán a megfogalmazás eredetét és a szerzői jogokat jelzi, nem szolgál a cikkben szereplő információk forrásmegjelöléseként.